# 한우자조금관리위원회
한우자조금관리위원회(韓牛自助金管理委員會)는 한우고기의 소비활성화를 통하여 한우농가의 성장과 한우산업의 발전에 기여하기 위하여 설립된 기관이다. 서울특별시 서초구 서리풀3길 20-1 (서초1동 1628-60 케피아회관 2, 3층)에 위치하고 있다.

## 설립 근거
- 축산자조금의 조성 및 운용에 관한 법률 제3조[3]

## 연혁
- 2002년 5월 13일 축산물의 소비촉진 등에 관한 법률안 공포
- 2003년 1월 20일 한우자조활동자금 설치 세부계획 제출 (농림부)
- 2005년 3월 11일 한우자조금관리위원회 설치

## 조직

### 대의원회
- 대의원
- 감사

#### 관리위원장
- 관리위원

##### 사무국장
- 기획총무부
- 교육조사부
- 홍보부
- 유통부

## 같이 보기
- 계란자조금관리위원회
- 우유자조금관리위원회
- 한돈자조금관리위원회